# Gymnasiarchie
En Grèce antique, la gymnasiarchie (γυμνασιαρχία / gymnasiarkhía) est une magistrature ou une liturgie. Le gymnasiarque est chargé de la bonne tenue des compétitions. La fonction varie selon les époques et les cités ; les textes anciens présentent le gymnasiarque comme le responsable du gymnase, mais à Athènes il est le simple organisateur des lampadédromies, courses de flambeaux pendant les fêtes religieuses. Il faut distinguer le gymnasiarque de l'époque classique de celui de l'époque hellénistique et romaine.

## Dans le monde grec en général
À l'exception d'Athènes, le terme gymnasiarque désigne dans le monde grec le magistrat chargé de la direction du gymnase. Cette fonction est en général assumée par un notable en vue. Le gymnasiarque, supérieur du pédonome, est responsable de l'entretien, de l'aménagement et de l'approvisionnement du gymnase. Il veille au respect du règlement par les usagers du lieu, les pédotribes, les professeurs qui y dispensent cours ou conférence, ainsi bien sûr que les éphèbes et les membres de la classe d'âge immédiatement supérieure, les néoi. Le gymnasiarque est particulièrement chargé des éphèbes : il a autorité sur eux et « doit veiller à leur bonne tenue, à leurs efforts dans les exercices physiques, au sérieux de leur préparation militaire et, éventuellement, de leurs études intellectuelles ». Enfin, c'est lui qui célèbre la fête du dieu ou du héros éponyme du gymnase, les Hermaia le plus souvent.
Au cours la période hellénistique, cette magistrature a tendance à se muer en liturgie, sans doute l'une des plus coûteuses pour son titulaire. Le gymnasiarque fait souvent preuve d'une grande générosité d'une part pour entretenir (réparations, voire nouvelles constructions) et décorer (statues ou hermès pour rendre hommage aux dieux) le bâtiment, d'autre part pour fournir de l'huile aux usagers du gymnase, voire du vin à l'occasion des banquets célébrant les Hermaia. Il peut même « se soucier de développer les capacités des jeunes gens en instituant des concours et en offrant des prix pour les vainqueurs ».

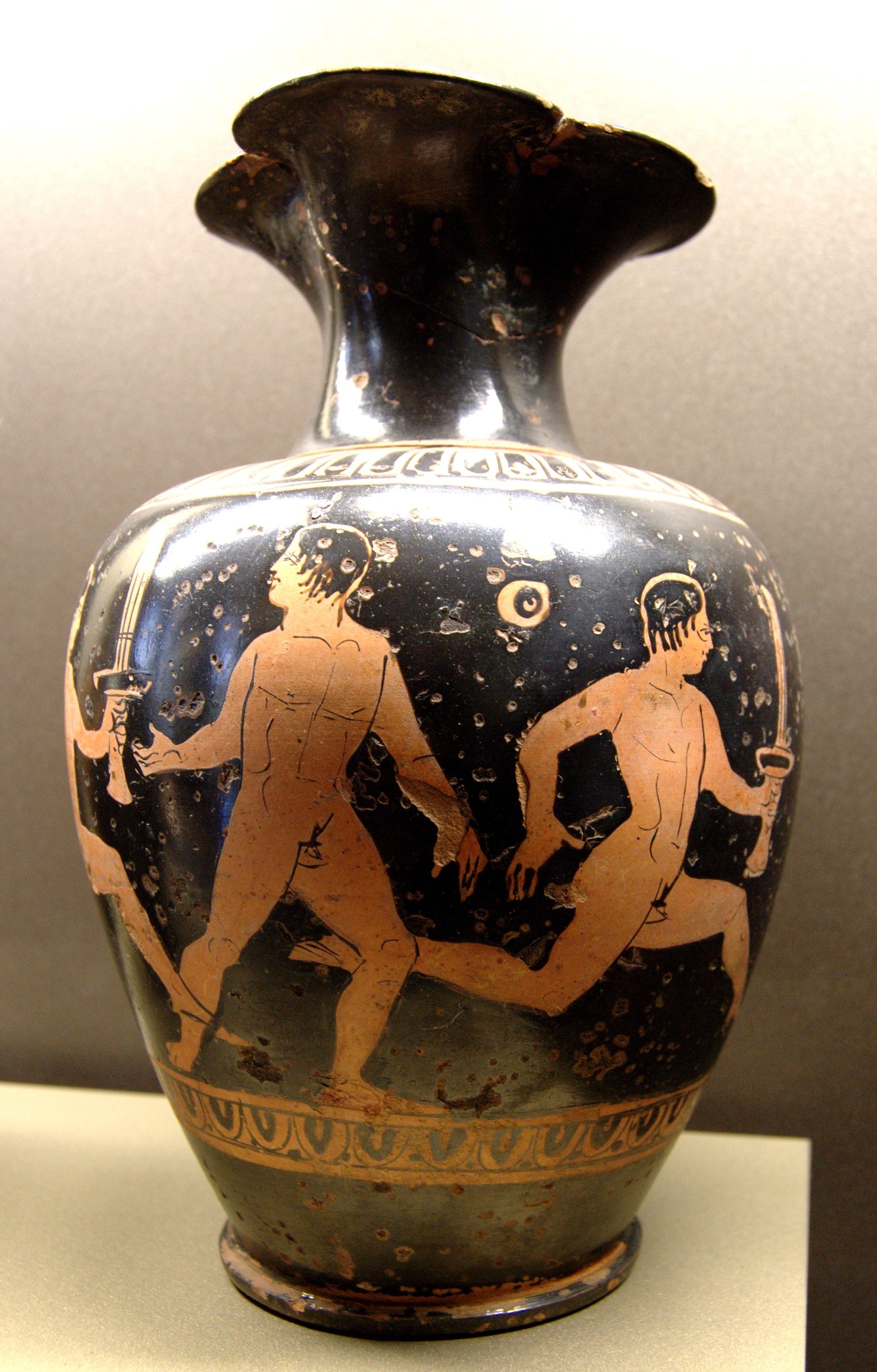
Lampadédromie. Œnochoé du Fat Boy Group, Musée du Louvre.

## À Athènes
Sous la domination macédonienne, à Athènes, le gymnasiarque a pour tâche de surveiller la jeunesse dans les gymnases. Dans l'Athènes classique, la gymnasiarchie désigne une liturgie civile assumée ailleurs par le lampadarque. Le gymnasiarque a la charge d'organiser et de financer une équipe d'athlètes au nom de sa tribu pour les lampadédromies au programme de plusieurs fêtes :
- Les Héphaïsties : dix gymnasiarques par an à partir de 421-420 av. J.-C. au moins jusqu'en 330-329 av. J.-C., puis probablement tous les quatre ans jusqu'à Démétrios Poliorcète[4] ;
- Les Prometheia : probablement dix gymnasiarques par an à partir de 421-420 av. J.-C. au moins, jusqu'à la loi d'Épicrate (335 av. J.-C.) au moins, et sans doute jusqu'à Démétrios Poliorcète[4] ;
- les Grandes Panathénées : dix gymnasiarques tous les quatre ans[4].

Hérodote mentionne une course de flambeaux durant la fête de Pan instituée pendant les Guerres médiques, mais on n'en sait pas davantage sur cet événement à l'époque classique, et on ignore si la course est financée par des gymnasiarques.
Les gymnasiarques sont choisis par l'archonte roi dans une liste présentée par les tribus. Concrètement, leur tâche consiste à sélectionner des athlètes de leur tribu et un entraîneur, à les entretenir pendant leur entraînement et à leur fournir le matériel. Si son équipe remporte le concours, il doit dédier un monument aux dieux. La gymnasiarchie requiert donc des fonds non négligeables. Au Ve siècle av. J.-C., les riches Alcibiade, Nicias et Andocideassument la liturgie. Au IVe siècle av. J.-C., un gymnasiarque dépense douze mines pour les Prometheia. Isée mentionne cette liturgie comme étant l'une des plus chères.

## Gymnase en Macédoine
Le gymnase en Macédoine était un lieu d’entrainement pour des exercices physiques et sportives. C’est également un centre local d’entrainement militaire comme le lancer de javelot à pied ou à cheval ou encore du tir à l’arc, ou encore de la course. On retrouve des concours annuels de prestance, de discipline et d’endurance. C’est le gymnasiarque qui décerne les prix puisqu’il s’agit du magistrat responsable du gymnase. On peut dire que c’est sur le principe des Jeux Olympiques mais avec un but militaire et disciplinaire.
Il faut absolument être citoyen pour pouvoir être au gymnase et accéder à cette éducation. Il est aussi comme le dit Philippe Gautier "l'école du citoyen ". Par ailleurs, les gymnases étaient des associations privées jusqu’à l’arrivée du roi Philippe V. En effet, les gymnases ont été mis sous tutelle de la cité dès son règne, ce qui montre une volonté du roi  de donner le contrôle de l'administration du Gymnase aux cités.

### La Loi Gymnasiarchique de Béroia
La loi gymnasiarchique de Béroia est une application locale du diagramma d’Amphipolis sur la cité de Béroia. Cette loi a été retrouvée sur la stèle en 1949 par les frères Karatoumani et elle serait datée entre 180 et 167 av . J.-C. Cette stèle opisthographe en marbre blanc est assez bien conservée. Elle est composée de deux faces : A et B, chacune de ces deux faces a une inscription différente. Ces deux faces comportent 216 lignes gravées. La lecture de la face antérieure est notamment demeurée partielle à cause de l'érosion des eaux. Elle la première inscription retrouvée d'un texte gymnasiarchique dont le texte est presque complet.
Béroia est une cité grecque située au centre de la Macédoine. Elle était la troisième plus grande ville de Bottiée, une région entre le mont Bermion à l'ouest et le fleuve Axios à l'est. Béroia est actuellement appelée Véria.
Cette loi montre le fonctionnement de ces institutions régies par la loi, certainement écrite vers la fin du règne de Philippe V (238-179 av. J-C). Dans cette loi, ce n’est pas le roi Philippe V qui introduit directement les nouvelles dispositions comme on peut le voir dans le diagramma mais ce sont les autorités locales compétentes qui s’en occupent.
Dans la loi gymnasiarchique, le gymnasiarque est élu et doit prêter serment pour pouvoir exercer ses fonctions. Selon la loi, le gymnasiarque prenait ses fonctions le 1er Dios (octobre) après avoir prêté serment. Il est renouvelé annuellement. Le gymnasiarque doit avoir trente ans pour exercer cette fonction, il a également le statut de magistrat. Cette loi définit  les droits et les devoirs du gymnasiarque dans le lieu où il exerce son office, le gymnase. Elle s'applique aussi au nouveau gymnasiarque qui succèdera à cette charge.
Cette loi a aussi pour but de faire respecter l'ordre et la discipline dans le gymnase et offre la possibilité au gymnasiarque de sanctionner ses membres via une amende (pour les citoyens)  ou une punition physique (pour les esclaves). Le montant de l'amende ou le nombre de coups étant proportionnel à la faute commise. Les différents degrés de désobéissance vont de l'indécence, l'absentéisme, la négligence, l'injure ou une agression physique envers le gymnasiarque. Elle limite aussi sur un plan juridique les pouvoirs du gymnasiarque et signale de possibles sanctions à son égard s'il ne respecte pas ou ne fait pas respecter cette dite loi correctement, un recours à un juge étant possible par la victime en cas de faute du gymnasiarque. Sur un plan financier elle légalise le contrôle de la cité sur l'administration financière du gymnase. D'un point de vue politique ces lois prouvent notamment pour le royaume de Macédoine, un mode de vie en cités avec la démocratie en fondement politique local et met en lumière l'autonomie civique des cités à l'échelle locale.